# Sporidiobolus pararoseus
Sporidiobolus pararoseus är en svampart som beskrevs av Fell & Tallman 1981. Sporidiobolus pararoseus ingår i släktet Sporidiobolus och familjen Sporidiobolaceae.   Inga underarter finns listade i Catalogue of Life.